# 滿地可銀行
滿地可銀行（TSX：BMO，：BMO），簡稱滿銀（BMO），是加拿大第一家商業銀行及第四大銀行。滿銀於1817年成立，是加拿大歷史最悠久的銀行，現時在加拿大國内和全球各地共擁有1550家分行。該行目前也以夏理斯銀行（Harris Bank）的名義營運在芝加哥和美國其他地區的業務。滿地可銀行從2009年開始也擁有大來卡在美國和加拿大的獨家發行權
截至2024年10月31日，蒙特利尔银行在加拿大共拥有近900家分行和逾3,200台自动柜员机，服务近800万个人和商业客户。其美国个人和商业银行业务通过逾1,000家分行和逾40,000台蒙特利尔银行和Allpoint自动柜员机服务逾400万个人和商业客户。
滿銀的法定總部位於滿地可，但其實際行政總部已於1977年遷至多倫多的第一加拿大廣場。
2010年12月滿地可銀行旗下哈里斯金融集团（Harris Financial Group）斥資41億美元收購了Marshall & Ilsley Corp及其兩家銀行子公司M&I Marshall & Ilsley Bank of Milwaukee和M&I Bank of Mayville。M&I總部位於美國威斯康辛州的密爾沃基，是該州最大銀行，擁有519億美元資産。該行在威斯康辛州擁有190多家辦事處，並在印第安那與明尼蘇達等其它州擁有業務。
随后，滿地可銀行先后收购了Lloyd George (2011)、GE Capital's transportation-finance business (2015)以及Deutsche Bank DBKGn.DE的30亿美金能源贷款（2018年）。

## 相关内容
- 加拿大五大银行
- 加拿大皇家銀行
- 多倫多道明銀行
- 豐業銀行
- 加拿大帝国商业银行
- 加拿大国民银行

## 備註及參考文獻
1. 1 2 3 4   (PDF). 蒙特利尔银行. 2023-12-01  [2023-12-02]. （原始内容存档 (PDF)于2024-01-26） （英语）.
2. 1 2 3 4 5 6 7 8 9 10 11 12 13 14 15 16 17 18 19 20 21   (PDF). 蒙特利尔银行. 2024-12-05  [2024-12-07]. （原始内容存档 (PDF)于2025-04-05） （英语）.
3. ↑  本行的名稱在加拿大和香港译作「滿地可銀行」，在中国大陆則译作“蒙特利尔银行”。「滿地可」是加拿大華人以粵語台山話唸法對「Montreal」的漢字翻譯。

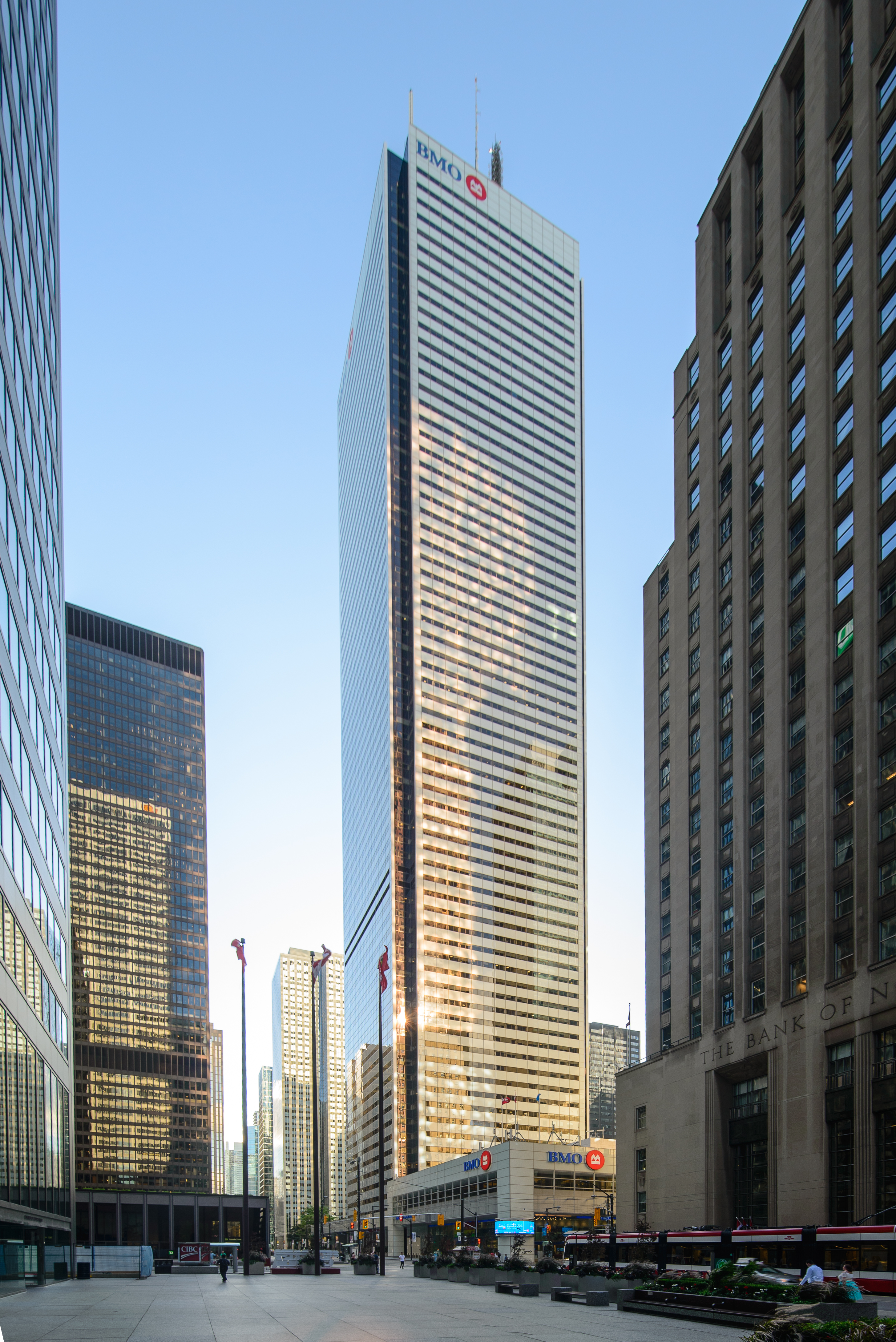
滿地可銀行的實際行政總部－多倫多的第一加拿大廣場

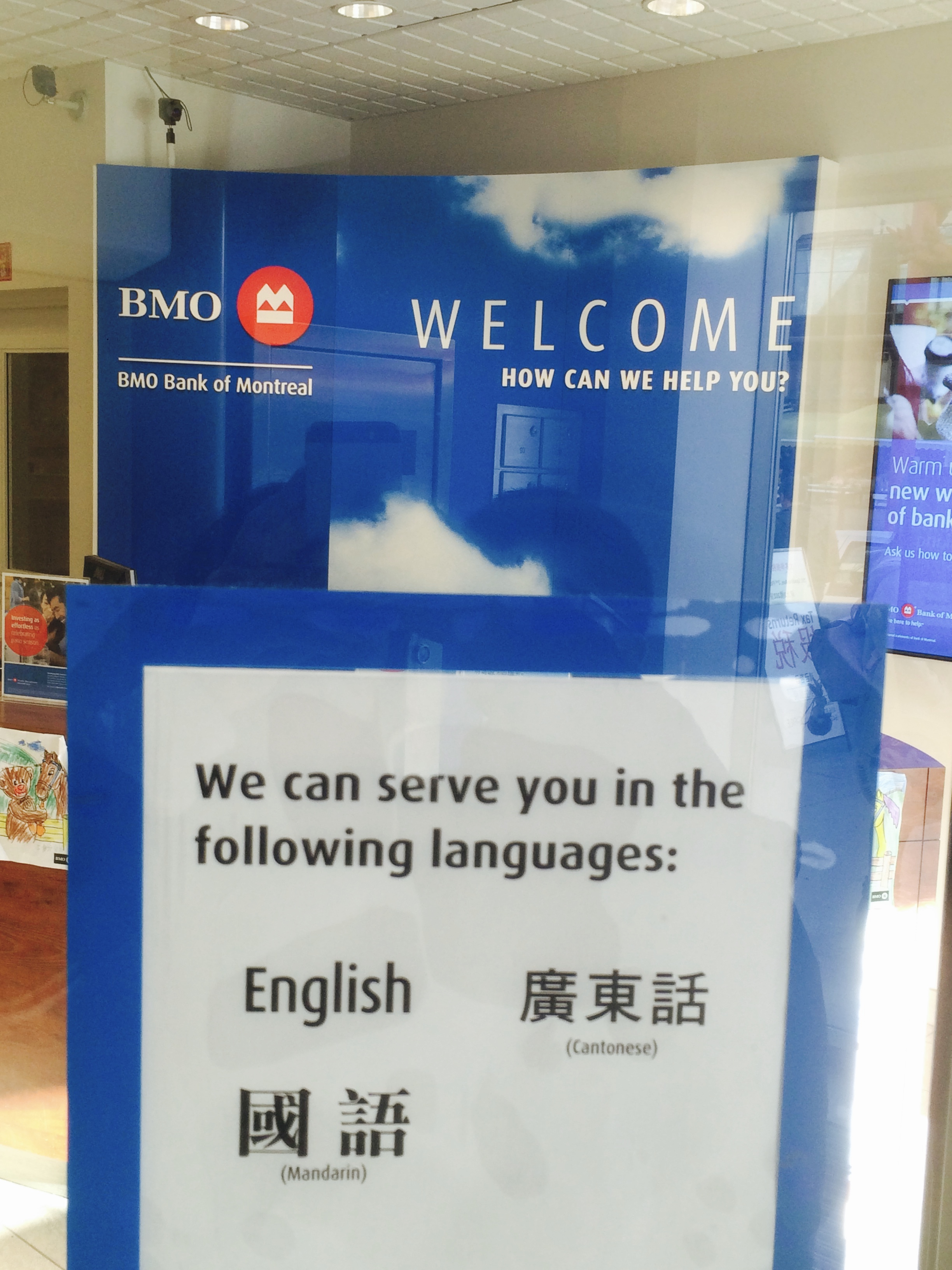
滿地可銀行有較多分行支援華語服務

4. ↑  Canadian Business. Bank of Montreal's Q3 Profit Rises 30% to $710M; Eyes More Chinese Expansion. 2006年8月22日 的存檔，存档日期2006年8月30日，.
5. ↑  . mg21.com. 2021-08-22  [2021-08-24]. （原始内容存档于2021-11-14）.

## 外部連結
- 官方网站